# Gennadius von Astorga

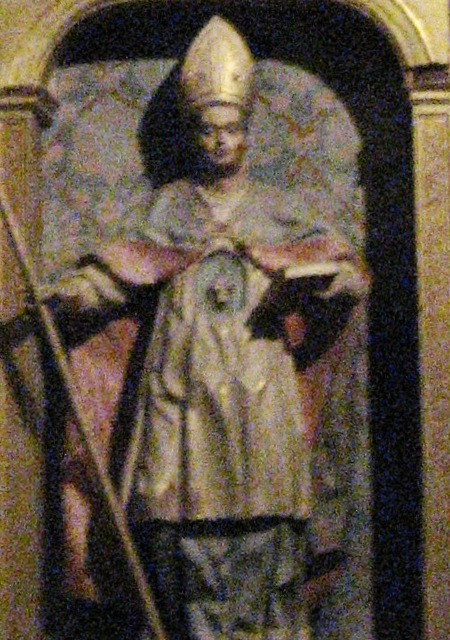
Gennadius von Astorga

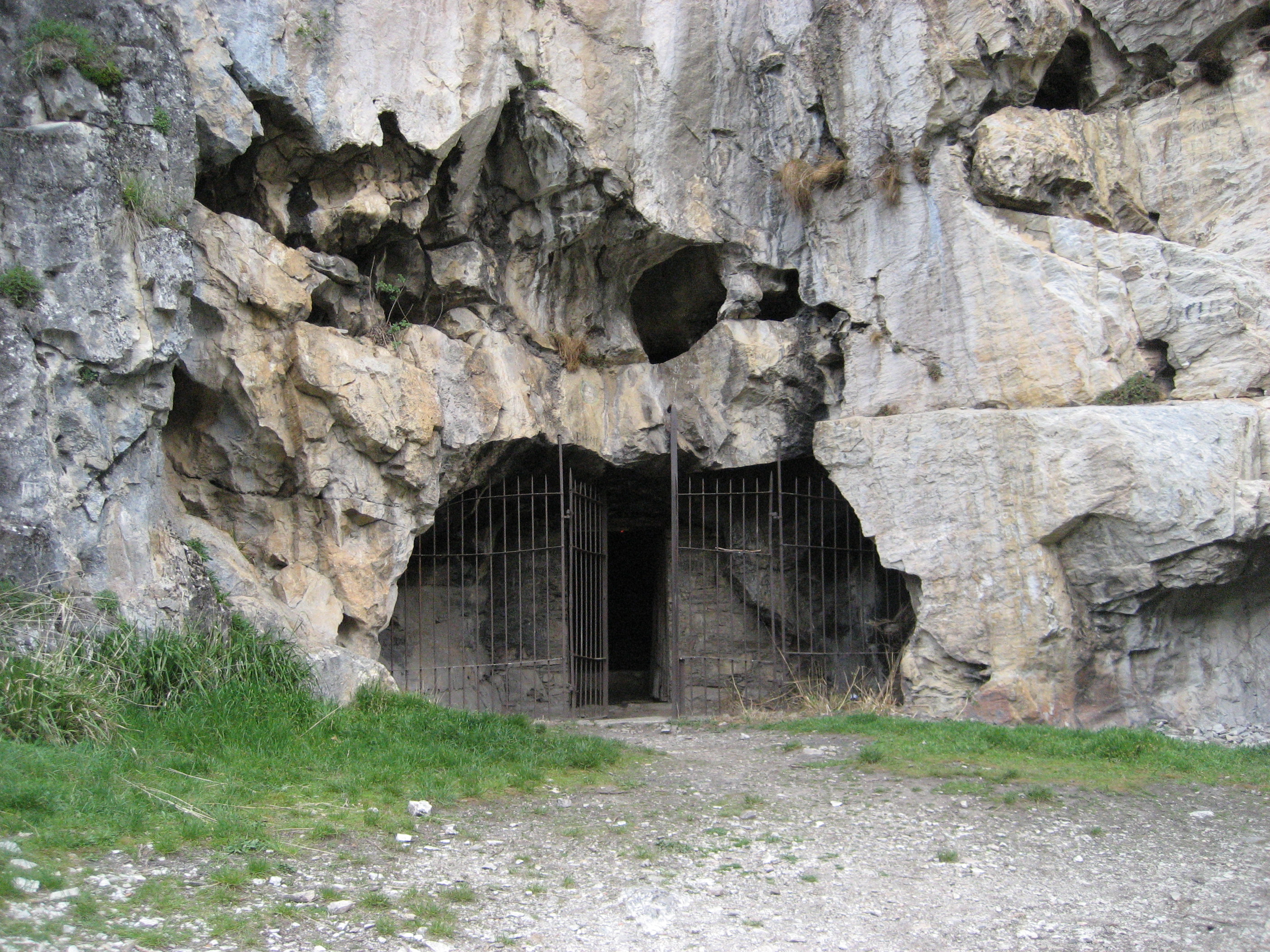
Gennadiushöhle im Valle del Silencio

Gennadius von Astorga (* um 865; † um 935 bei Peñalba de Santiago) war im frühen 10. Jahrhundert Bischof der alten Bischofsstadt Astorga im Nordwesten der Iberischen Halbinsel. Sein Gedenktag ist der 25. Mai.

## Vita
Es existiert keine Lebensbeschreibung (Vita) von Gennadius; seine unvollständigen Lebensdaten basieren auf Dokumenten der jeweiligen Kirchen und Klöster. Gennadius war Mönch im Kloster von Ayoó de Vidriales; Ende des 10. Jahrhunderts ist er als Abt des Klosters von Montes de Valdueza nachgewiesen. Etwa in den Jahren 909 bis 919 war er Bischof von Astorga und gleichzeitig Berater der Könige Alfons III. von Asturien, García I. von Navarra und Ordoño II. von León. In dieser Zeit gründete bzw. weihte er mehrere mozarabische Klöster, darunter auch San Miguel de Escalada und Santiago de Peñalba. Um das Jahr 919 zog er sich jedoch von seinem Bischofsamt zurück und lebte als Einsiedler in einer Felshöhle im Valle del Silencio („Tal der Stille“) bei Peñalba de Santiago, wo er auch verstarb.

## Verehrung
Gennadius wurde im Volk schon zu Lebzeiten als Heiliger verehrt. Seine in der Klosterkirche von Peñalba de Santiago beigesetzten Reliquien wurden im 17. Jahrhundert nach Valladolid verbracht (Translation), sein Haupt befindet sich in Astorga.

## Darstellung
Mittelalterliche Darstellungen des Heiligen sind nicht bekannt; die wenigen neuzeitlichen Bildnisse zeigen ihn als Bischof.